# Жан Потон де Сентрайль
Жан Потон де Сентрайль (фр. Jean Poton de Xaintrailles; 1390, Гасконь — 7 жовтня 1461, Бордо) — французький військовик, учасник Столітньої війни, маршал Франції.

## Життєпис
Походив зі збіднілої родини Сентрайль з Гасконі. Замолоду опинився на півночі Франції, де вступив до загонів одного з французьких принців. У 1423 році бився проти англійців під Краваном. Потрапив у полон до Джона, герцога Бедфорда. У 1424 році переходить на службу до Філіпа III, герцога Бургундії.
У 1427 році перейшов на бік Жанни д'Арк, лейтенантом якої він став. Сентрайля було відправлено до герцога Бургундії з пропозицією прийняти під свою владу Орлеан, проте той відмовився. Втім Сентайлю вдалося вмовити відвести бургундські війська від Орлеану, чим полегшив становище обложених. Зрештою брав участь у звільненні Орлеану від облоги англійців, що завершилося 1428 року. 12 лютого 1429 року відзначився в битві «День оселедців». Того ж року бився при Жаржо, Мо-сюр-Луар, Божансі та Пате, а потім брав участь при облозі Компьєна. Після цього король Карл VII призначив Потона бальї Буржа.
11 серпня 1431 року звитяжив у «день битви пастуха», але потрапив до полону графа Воріка. У 1432 році відправлено до Англії. Лише у 1433 році обміняно на Джона Талбота.
У 1435 році активно сприяв звільненню Нормандії, де разом з Ет'єном де Вінйолем Ла Гіром переміг англійців на чолі з Джоном ФіцАланом, графом Арундел, при Жерберуа. У 1444 році очолив один з загонів, з яким здійснив грабіжницькі походи до Лотарингії та Нідерландів. У 1445 році очолив одну з постійних королівських армій.
У 1449 році звитяжив при захоплені Руану, а у 1450 році — у битві при м. Кан. За це того ж року призначається губернатором м. Фалез. Потім стає сенешалєм Лімузена. У 1454 році стає маршалом Франції та отримує місто Сен-Макер. У 1458 році призначається губернатором провінції Гієнь. Король Людовик XI надав Потону чин конюшого. Помер у Бордо, столиці провінції Гієнь, 1461 року.